# Hospital de Galvarino
El Hospital de Galvarino, más recientemente  nombrado Hospital Familiar y Comunitario de Galvarino, es un Hospital de la Provincia de Cautín en la Región de La Araucanía, es parte de la red hospitalaria del Servicio de Salud Araucanía Sur, atiende a pacientes de las comunas de Galvarino, Cholchol, Lautaro y Traiguén. 

## Historia
Los orígenes del Hospital datan de 1937 cuando nace la Posta de Salud, la cual prontamente vio colapsada su capacidad de atención de las múltiples necesidades sanitarias presentadas por los habitantes de la comuna, no fue hasta el año 1952 cuando se ordenó la construcción del actual Hospital la cual duro varios años, finalmente dando término a esta obra e inaugurándose oficialmente en marzo de 1963. El hospital debió ser abierto en 1960 por la urgencia provocada por el Terremoto de Valdivia de 1960.
El Hospital en la actualidad es el único referente hospitalario de la comuna, que posee un sistema de atención familiar y comunitario, consistente en otorgar una salud integral, a todos sus beneficiarios. El Hospital posee integración con toda la comunidad (Rural y Urbana), prestando servicio de atención primaria, hospitalización y urgencia las 24 horas del día; apoyados por convenios celebrados con el DSM de Galvarino.

## Servicios
- Urgencias
- Medicina Hombres
- Medicina Mujeres
- Maternidad
- Pediatría
- Pensionado
- Salud Dental
- Farmacia
- Rayos X
- Laboratorio
- Kinesiología
- Psicología
- Nutrición
- Podología

Los casos de mayor complejidad son evaluados y derivados al centro de referencia Hospital Dr. Abraham Godoy Peña de Lautaro o al Hospital Regional de Temuco.